# 干し梅

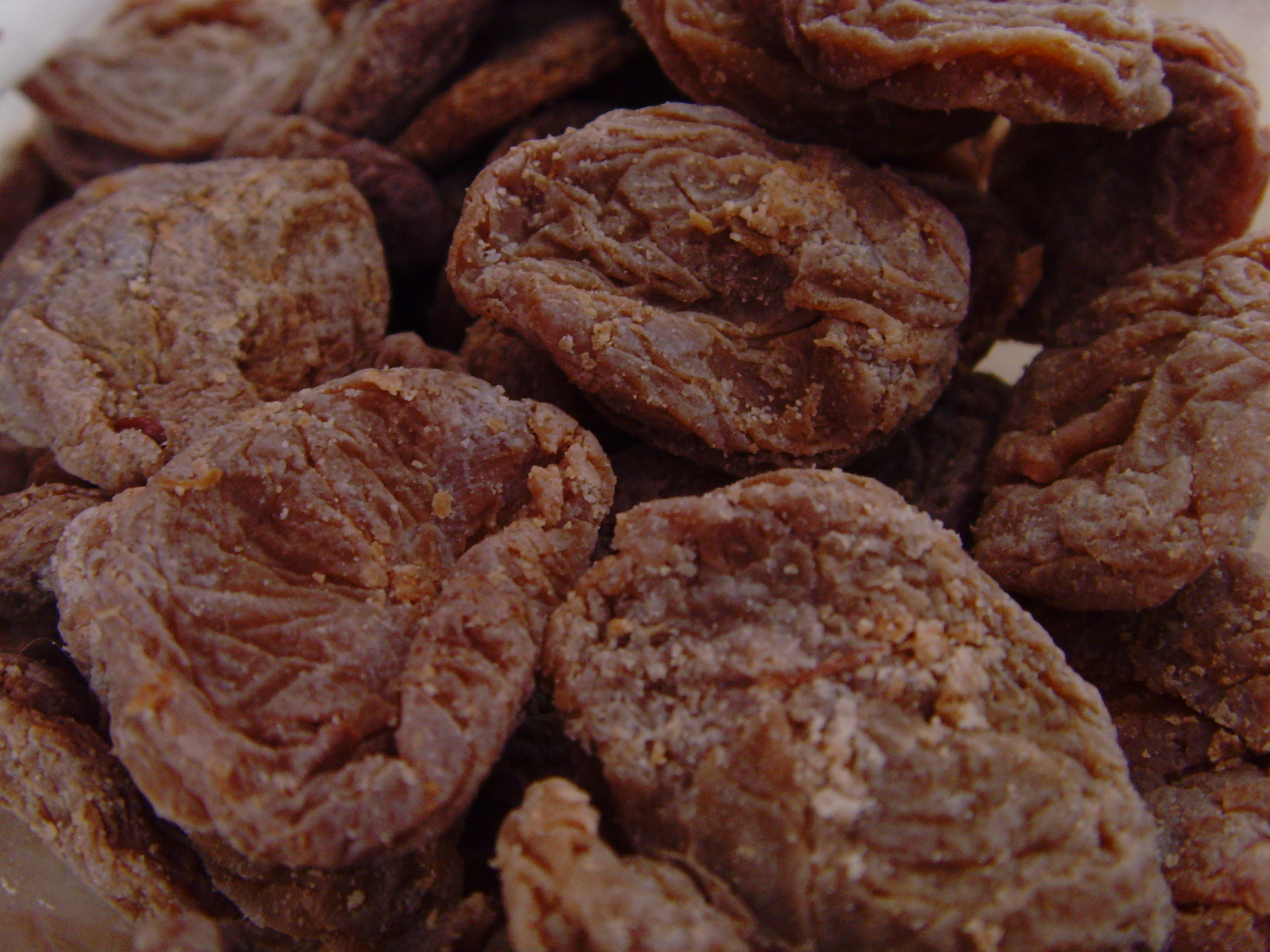
種抜きタイプの干し梅。

干し梅（ほしうめ）とは、梅干しをさらに乾燥させて作った菓子である。多くの場合、甘味料が加えられて、普通の梅干しよりも甘酸っぱい味付けとなっている。乾燥梅菓子。発祥の地とも言われる中国では話梅（広東語: wa6mui4 ワームイ）と呼ばれる。

## 製法
まずは梅の実を塩漬けにして水分を抜き、天日干しにして白干しの梅干しを作る。できた梅干しを洗って塩分を減らし、砂糖などで甘く整えた調味液に漬ける。味が染みたら、再び天日干しや乾燥機などで乾燥させて仕上げる。鰹梅などの調味梅干しの作り方に近い工程である。最初に梅干しを作らず、いきなり生の梅を調味液に漬ける製法もある。調味液には製造業者ごとの様々な工夫が凝らされている。食べやすいように、種を抜いてから乾燥させた種抜き干し梅もある。
なお、後述のように以前は甘味料にチクロが使用されて健康面での懸念がされたことがあったが、現在では使用されておらず、人工甘味料ではステビアやアスパルテームなどが主流となっている。

## 利用
そのまま菓子として食べるほか、紹興酒や焼酎に入れて甘味と梅の風味を移して飲むこともある。
栄養面では梅干しに近い成分で、クエン酸を豊富に含む。甘味が付いているために口当たりが良いが、梅干しよりも塩分濃度が高い。塩辛さを感じにくいため、食べ過ぎによる塩分の取り過ぎには注意が必要である。また、過剰摂取により酸で歯のエナメル質が溶解する酸蝕歯なども注意すべき点である。

## 歴史

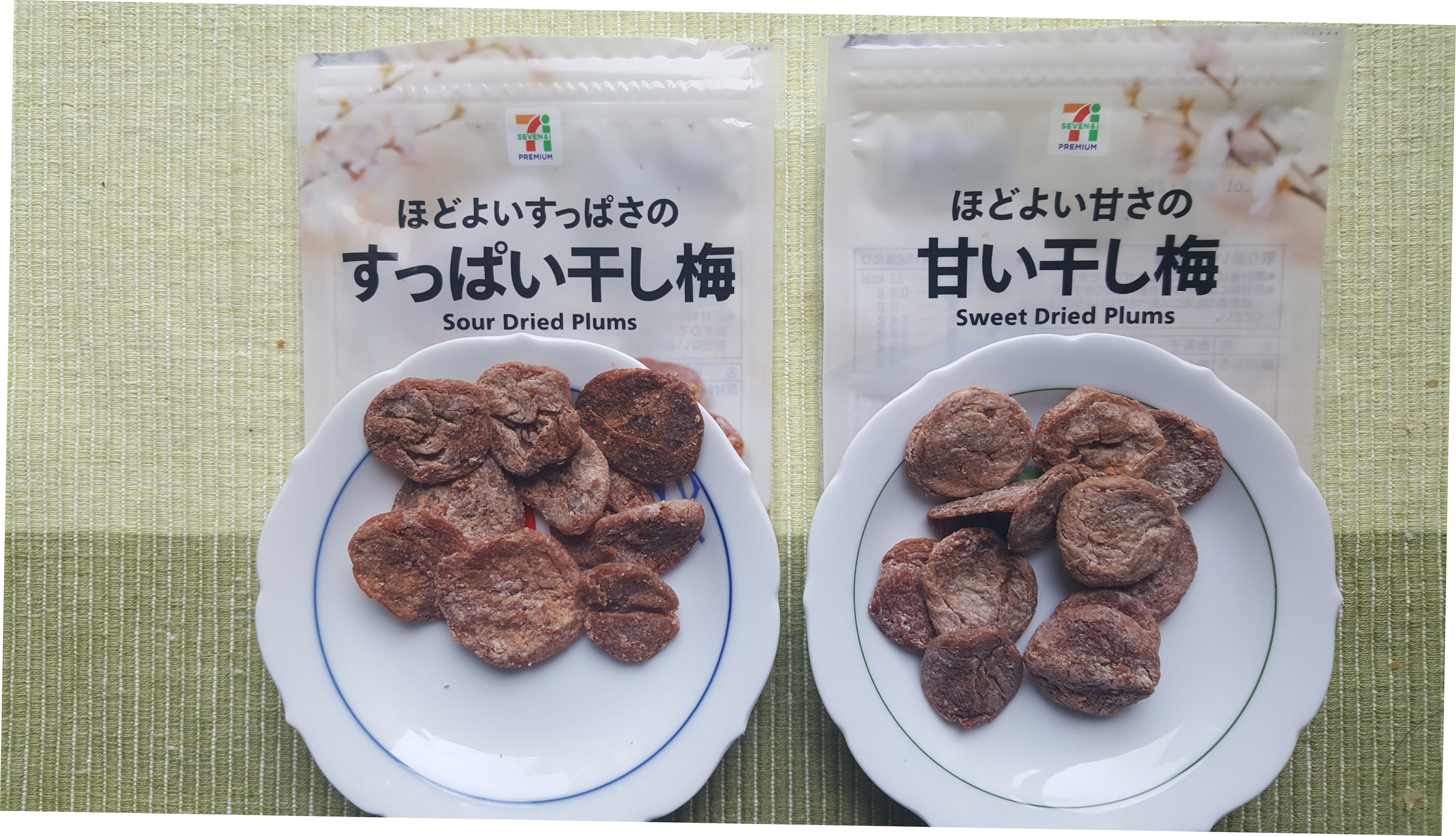
干し梅二種（日本のスーパーで）

もともとは、台湾など中国の南部や東南アジアで食べられていた菓子である。中国には古くから、塩と砂糖で梅を漬けた食品がいくつも存在した。「糖水青梅」「青梅干」「陳皮梅」などがあり、「話梅」もそのひとつである。なお、中国の南部は、気候の寒冷化により、中国での梅の主要産地となった地域である。
日本には、沖縄県を通じて台湾から輸入されたのが始まりで、沖縄県の土産菓子として販売されていた。しかし、日本では使用が禁止されている人工甘味料のチクロが使用されていたことが問題となり、いったんは輸入が途絶えた。その後、1981年（昭和56年）に、沖縄県内の菓子問屋上間菓子店が別の甘味料であるステビアを使用した製品「スッパイマン甘梅一番」を製造するようになり、観光客の口コミなどで日本全国へと広まった。広まりの背景には、沖縄ブームや、健康食品としての梅ブームがあったと言われる。今では、多くの日本の食品メーカーから商品化されており、コンビニエンスストアなどでも手軽に購入することができる。
中国南方系移民の多いアメリカ合衆国、特にハワイ州では「クラック・シード」（crack seed）と呼ばれ非常にポピュラーな食材である。これ（広東語：旅行梅＝リヒンムイ、普通話：話梅＝ファメイ）を粉にした「リーヒンパウダー」（Li hing powder）は様々な生のフルーツや野菜やお菓子にふりかけて食される。

## 参考資料
- 農林水産消費技術センター「商品知識◆乾燥梅菓子◆」『大きな目小さな目 68号』、2003年3月。
- 洪光住（監修）、田中静一（編著）『中国食物事典』柴田書店、1991年 より「梅」の項目（pp.200-202）